# Société unipersonnelle d'investissement à risque
Pour les articles homonymes, voir Suir (homonymie).
La SUIR ou La société unipersonnelle d'investissement à risque est un dispositif créé par la loi de Finance 2004 de façon à encourager l'investissement personnel dans des startups par des Business angels. La SUIR est une société par actions simplifiée (SAS) constituée d’une seule personne physique. L'objet exclusif de la société est la souscription en numéraire au capital de sociétés remplissant certaines conditions.
Dans le dispositif de 2004 les conditions d'investissement étaient les suivantes :
- Détenir au minimum 5 % et au maximum 20 % du capital des sociétés dans lesquelles elle investit.
- Aucune fonction de direction ne peut être exercée par l’associé unique ou un membre de sa famille.
- l’associé unique de la SUIR ainsi que son conjoint, ses ascendants et descendants, ne doivent pas détenir ensemble directement ou indirectement plus de 25 % des droits financiers et des droits de vote des sociétés dans lesquelles la SUIR investit.

Sous réserve de remplir toutes les conditions d’application du dispositif, la SUIR est exonérée d’impôt sur les sociétés pendant 10 ans.
L’associé unique est exonéré d’IR au titre des dividendes perçus de la SUIR sous certaines conditions.
La loi de finance 2006 assouplit le dispositif pour le rendre plus adapté aux investisseurs providentiels à partir du 1er janvier 2006 :
- Il n’est plus exigé que la SUIR détienne un minimum de droits financiers dans les sociétés dans lesquelles elle investit et le plafond de sa participation dans ces sociétés est porté de 20 à 30 % des droits financiers.
- Les droits financiers et droits de vote détenus par l’associé unique de la SUIR (ou son cercle familial) dans les sociétés dans lesquelles la SUIR a investi, ne doivent pas dépasser plus de 30 % au lieu de 25 %.
- L’exonération d’impôt sur le revenu dont bénéficie l’associé unique de la SUIR au titre des dividendes perçus est désormais subordonnée à la condition que les bénéfices distribués soient exonérés chez la SUIR en application de son régime de faveur.

## Pour en savoir plus
- Article 81 de la loi de Finance 2006 paru au JO le 31 décembre 2005.
- Agence Française pour les investissements internationaux